# Covina, California
Covina este un oraș din California, SUA. Se află la o altitudine de 558 picioare deasupra nivelului mării. Are o suprafață de 18,235835 km². Populația este de 51.268 locuitori, determinată în 1 aprilie 2020, prin recensământ.